# Sarah Garner
Sarah Garner, född den 21 maj 1971 i Kaiserslautern i Tyskland, är en amerikansk roddare.
Hon tog OS-brons i lättvikts-dubbelsculler i samband med de olympiska roddtävlingarna 2000 i Sydney.